# Ларионов, Александр Константинович
Александр Константинович Ларионов (1 августа 1952, Чкалов — 13 июля 1998, Одесса) — советский футболист, полузащитник.
Воспитанник оренбургского футбола, выступал за «Локомотив» и «Газовик».
Пробовался в других клубах: «Крылья Советов» (Куйбышев), «Торпедо» (Тольятти) и «Факел» (Воронеж).
Выступал за московский «Локомотив» в высшей лиге СССР по футболу. В высшей лиге провел 16 матчей.
Умер 13 июля 1998 года в Одессе.

## Достижения
- Обладатель Кубка РСФСР[3][4] в сезоне 1980 года.